# П'єдімулера
П'єдімулера (італ. Piedimulera, п'єм. Pedmelera) — муніципалітет в Італії, у регіоні П'ємонт,  провінція Вербано-Кузіо-Оссола.
П'єдімулера розташовані на відстані близько 570 км на північний захід від Рима, 115 км на північний схід від Турина, 23 км на північний захід від Вербанії.
Населення — 1539 осіб (2014).
Щорічний фестиваль відбувається 7 квітня. Покровитель — святий Юрій.

## Демографія
Населення за роками:

Станом на 1 січня 2023 року в муніципалітеті офіційно проживало 128 іноземців з 16 країн, серед них 36 громадян країн Євросоюзу та 12 громадян України.

## Сусідні муніципалітети
- Каласка-Кастільйоне
- Палланцено
- П'єве-Вергонте
- Сепп'яна
- Вогонья